# New York-i tűzoltóság
A New York-i tűzoltóság (Fire Department of the City of New York, rövidítve: FDNY). A New York-i hivatásos tűzoltóság feladatai kiterjednek a nem rendőri biztonság minden területére. Ide tartozik többek között a tűzoltás, a mentőszolgálat, a műszaki segítségnyújtás, a magasból és mélyből történő mentés, a vízi mentés, a megelőző tűzvédelem, valamint a vegyi, biológiai, radiológiai és nukleáris veszélyek elleni védekezés. Az FDNY a New York-i tüzek okainak kivizsgálásáért is felelős.

## Felépítése
Az New York-i tűzoltóságnál megközelítőleg 10 700 tiszt és tűzoltó, valamint 2700 mentő dolgozik. New York tűzoltói illetve rendőrei körzetekre osztva teljesítenek szolgálatot. New York 5 nagyobb körzetre van felosztva, a város területén 221 tűzoltóállomás található. A tűzoltóknak 360 tűzoltógépjárművük van[forrás?], a mentőknek pedig több száz mentőautójuk. A tűzoltók feladatkörébe tartozik, hogy felvegyék a harcot a tűzzel, illetve a műszaki segítségnyújtás. A város felhőkarcolói, alagútjai és toronyházai sajátos kihívást jelentenek a tűzoltók számára. A New York-i tűzoltók a szeptember 11-i terrortámadáskor nagy erőkkel vettek részt az oltásban illetve a mentésben.

## Szeptember 11-i terrortámadás

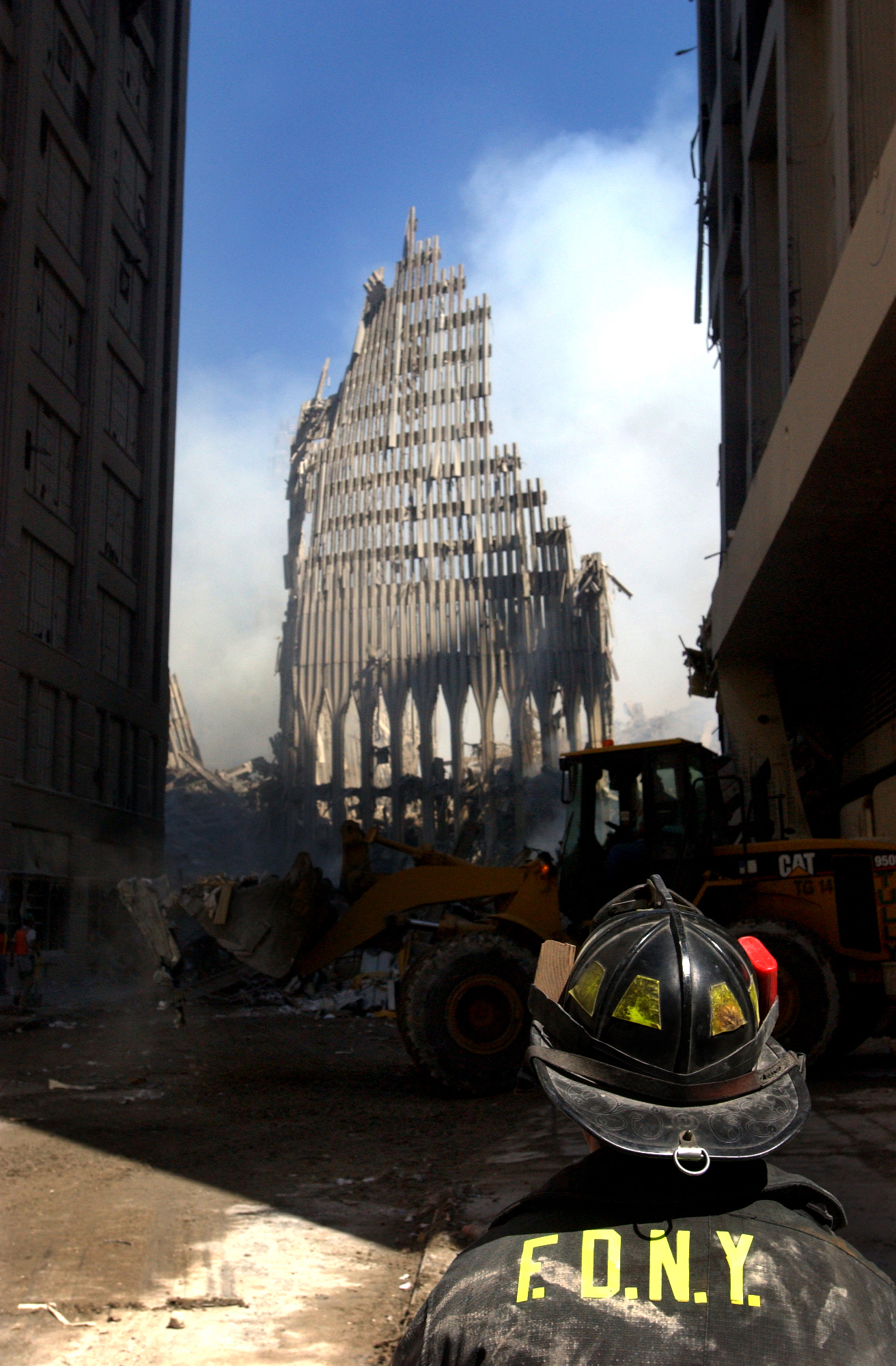
Tűzoltó a World Trade Center romjainál

A szeptember 11-i terrortámadás során az al-Kaida két eltérített repülőgépet irányított a World Trade Center ikertornyaiba. A tűzoltók és a mentők azonnal kivonultak a helyszínre. Kiürítették az északi tornyot, majd megkezdték az oltást. Mivel a liftek már nem működtek, a tűzoltóknak a lépcsőt kellett használniuk, ahol az emberek rendezetten egymásnak segítve mentek ki az épületből.
A déli toronyba a United Airlines 175-ös járata, egy Boeing 767-es csapódott bele. A mentéshez szükség volt további segéd- és szállítóeszközökre. Nem sokkal később mindkét torony összedőlt. A támadás során szolgálatot teljesítő tűzoltók közül 343 tűzoltót maguk alá temették a leomló épületek. A tragédia után az életben maradt tűzoltók segítettek a romeltakarításban. Voltak, akik addig nem mentek haza amíg a halott barátaikat nem találták meg.

## 2001 után
A szeptember 11. terrortámadás után az FDNY újjáépítette magát és azóta is szolgálják New York lakosságát. A 2003-as áramkimaradáskor is sokszor hívták a tűzoltókat mert több százan ragadtak liftekben, és sokan világítottak gyertyával ami tüzet okozott.

## Megjelenése a kultúrában
- Harmadik műszak
- Ments meg!

## Külső hivatkozások
- Hivatalos oldal (angolul)
- http://forum.langlovagok.hu/viewtopic.php?f=6&p=103283%5B%5D